# 運動強度
運動強度（うんどうきょうど）は通常、運動する本人の身体能力を基準として数値で表現する。
有酸素運動の強度はその人の最大酸素摂取量あるいは最大心拍数を、筋力・筋持久力トレーニングでは最大拳上重量を基準とする。
また、その人がどの程度「きつい」と感じるかを尺度とする自覚的運動強度という方法がある。

## 有酸素運動の強度

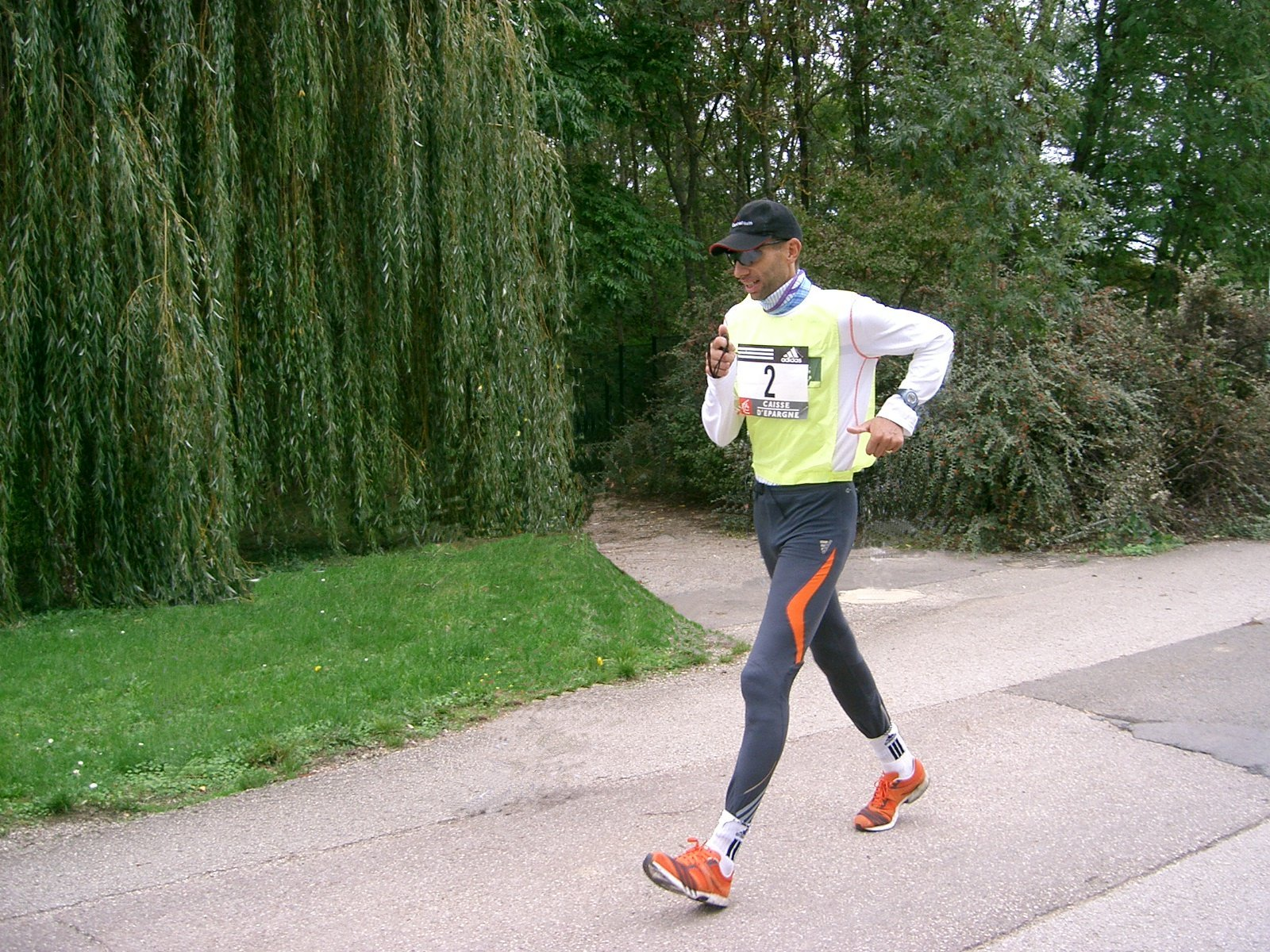
有酸素運動のひとつウォーキング

酸素摂取量(VO2)による表現方法と、心拍数（Heart Rate：HR）による表現方法がある。

### 酸素摂取量による方法
酸素摂取量の単位はメッツ（MET、英: Metabolic Equivalent for Tasks）である。成人が1分間安静にしている時の体重1kgあたりの酸素摂取量で定義される。
なお、安静時の酸素摂取量(1MET)について、実測値ではなく一律に3.5mL/kg-体重/分とすることが多い。安静時の2倍酸素を摂取していれば2METs、3倍であれば3METsと表わされる。これにより運動の強度を表現できる。通常の歩行は3METsとされている。
最大酸素摂取量に対する相対値（%VO2max）
通常用いられる方法は、運動時の酸素摂取量とその人の最大酸素摂取量の比による表現である。
運動強度=酸素摂取量÷最大酸素摂取量
目標酸素摂取量=運動強度×最大酸素摂取量
最大酸素摂取量が10METsの人の場合、運動時の酸素摂取量が6METsなら運動強度60%、8METsならば運動強度80%である。
予備酸素摂取量による方法（%VO2R）
近年では、以下のように予備酸素摂量（最大酸素摂取量と安静時酸素摂取量の差）を用いることも多い。
運動強度=（酸素摂取量-安静時酸素摂取量）÷（最大酸素摂取量-安静時酸素摂取量）
目標酸素摂取量=運動強度×（最大酸素摂取量-安静時酸素摂取量）+安静時酸素摂取量

### 心拍数による方法
酸素摂取量による強度表現には、カロリー消費量を簡単に計算できるという長所がある。しかし、酸素摂取量は測定するには機材が必要であり、また、実際の運動時には生理的な反応を考慮する必要がある。このため、運動指導の現場では心拍数を用いることが多い。単純に、運動時の心拍数が最大心拍数の何%であるかで表現する方法と、予備心拍数（安静時心拍数と最大心拍数の差。Heart Rate Reserve：HRR）を用いる方法がある。
最大心拍数による方法（%HRmax、%MHR）
運動強度=心拍数÷最大心拍数
目標心拍数=運動強度×最大心拍数
例えば、最大心拍数が190の人が強度80%の運動をしようとする場合、0.8×190=152で心拍数が152になるよう運動すればよい。
予備心拍数による方法（%HRR）
運動強度=（心拍数-安静時心拍数）÷（最大心拍数-安静時心拍数）×100
目標心拍数=運動強度×（最大心拍数-安静時心拍数）+安静時心拍数
この方法はカルボーネン法（Karvonen Formula）として知られている。例えば、安静時の心拍数が60、最大心拍数190の人が強度50%の運動をしたい場合、0.5×（190-60）+60=125で心拍数が125になるよう運動すればよい。
なお、いずれの方法においてもその人の最大心拍数を知る必要があるが、最大心拍数の測定は簡単ではないため、通常は以下のように年齢から推測する。
推測される最大心拍数=220-年齢
年齢30歳の場合、推測される最大心拍数は220-30=190である。
%HRRは%VO2maxと近似した値になるため、誤差範囲はあるものの%VO2maxを推定する簡便な指標として利用できる。

### 自覚的運動強度
自覚的運動強度（Rate of Perceived Exertion:RPE）は運動中の人がどの程度「きつい」と感じているかを数値で表すものである。Borgスケールが用いられる。

### 運動強度と運動効果
一般には有酸素能力を高めるためには40%VO2max以上の運動強度が必要となるが、運動処方としては安全性を考慮して70%VO2max以下の強度であることが求められる。無酸素運動にならず最も強い運動のことを無酸素的作業閾値（AT）といい、それ以下の運動はアシドーシスが進行しないため安全性が高い。
カルボーネン法で70%以上で、無酸素運動としての運動効果が得られる。また、身体活動量の少ない人、心肺機能が低下している人では、40〜49%で心肺機能の改善がみられる。

## 筋力・筋持久力トレーニングの強度

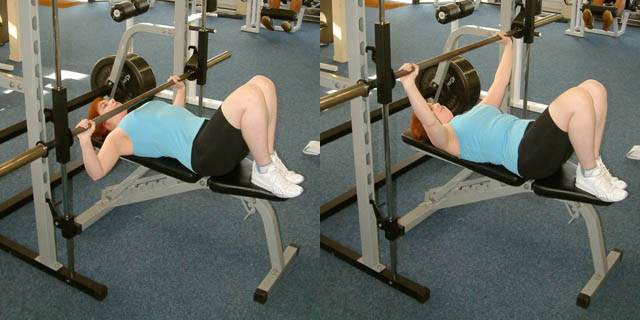
筋力・筋持久トレーニングの例

筋力・筋持久力トレーニングでは何らかの負荷を用い、負荷の大きさをkgで表す。1回のみ行える負荷を最大挙上重量あるいは1RMと呼ぶ。RMとは、Repetition Maximumの略で日本語では最大反復回数という。1RMは1回のみ挙上できる重量（すなわち最大挙上重量）、2RMは最大2回繰り返して挙上できる重量である。当然のことながら、同じ人でも種目により1RMは異なる。
運動プログラム作成時に負荷を設定する方法には、%1RM法とRM法がある。%1RM法は1RMの何%の負荷を用いるかを考える方法であり、RM法は最大反復回数を考える方法である。負荷の1RMに対する割合と最大反復回数の関係は経験的に明らかになっている。

### 運動強度と運動効果
筋力・筋持久力トレーニングの運動効果は、強度により異なる。高負荷少回数のトレーニングでは筋力が、低負荷多回数では筋持久力が発達する。筋肥大には8〜10RMが効果があるといわれる。

## メッツ表の例
| MET  | 動作 |
| ---- | --- |
| 1.8  | 立位（会話、電話、読書）、皿洗い |
| 2.0  | ゆっくりした歩行（平地、非常に遅い=53m/分未満、散歩または家の中）、料理や食材の準備（立位、座位）、洗濯、子どもを抱えながら立つ、洗車・ワックスがけ |
| 2.2  | 子どもと遊ぶ（座位、軽度） |
| 2.3  | ガーデニング（コンテナを使用する）、動物の世話、ピアノの演奏、ストレッチング、全身を使ったテレビゲーム（バランス運動、ヨガ） |
| 2.5  | ヨガ、ビリヤード、植物への水やり、子どもの世話、仕立て作業 |
| 2.8  | ゆっくりした歩行（平地、遅い=53m/分）、子ども・動物と遊ぶ（立位、軽度）、座って行うラジオ体操 |
| 3.0  | 普通歩行（平地、67m/分、犬を連れて）、電動アシスト付き自転車に乗る、家財道具の片付け、子どもの世話（立位）、台所の手伝い、大工仕事、梱包、ギター演奏（立位）、ボウリング、バレーボール、社交ダンス（ワルツ、サンバ、タンゴ）、ピラティス、太極拳 |
| 3.3  | カーペット掃き、フロア掃き、掃除機、電気関係の仕事：配線工事、身体の動きを伴うスポーツ観戦 |
| 3.5  | 歩行（平地、75〜85m/分、ほどほどの速さ、散歩など）、楽に自転車に乗る（8.9km/時）、階段を下りる、軽い荷物運び、車の荷物の積み下ろし、荷づくり、モップがけ、床磨き、風呂掃除、庭の草むしり、子どもと遊ぶ（歩く/走る、中強度）、車椅子を押す、釣り（全般）、スクーター（原付）・オートバイの運転、自転車エルゴメーター（30〜50ワット）、自体重を使った軽い筋力トレーニング（軽・中等度）、体操（家で、軽・中等度）、ゴルフ（手引きカートを使って）、カヌー |
| 3.8  | 全身を使ったテレビゲーム（スポーツ・ダンス） |
| 4.0  | 自転車に乗る（≒16km/時未満、通勤）、階段を上る（ゆっくり）、動物と遊ぶ（歩く/走る、中強度）、高齢者や障がい者の介護（身支度、風呂、ベッドの乗り降り）、屋根の雪下ろし、卓球、パワーヨガ、ラジオ体操第1 |
| 4.3  | やや速歩（平地、やや速めに=93m/分）、苗木の植栽、農作業（家畜に餌を与える）、ゴルフ（クラブを担いで運ぶ） |
| 4.5  | テニス（ダブルス）、水中歩行（中等度）、ラジオ体操第2、耕作、家の修繕 |
| 4.8  | 水泳（ゆっくりとした背泳） |
| 5.0  | かなり速歩（平地、速く=107m/分））、動物と遊ぶ（歩く/走る、活発に）、野球、ソフトボール、サーフィン、バレエ（モダン、ジャズ） |
| 5.3  | 水泳（ゆっくりとした平泳ぎ）、スキー、アクアビクス |
| 5.5  | シャベルで土や泥をすくう、バドミントン |
| 5.8  | 子どもと遊ぶ（歩く/走る、活発に）、家具・家財道具の移動・運搬 |
| 6.0  | スコップで雪かきをする、ゆっくりとしたジョギング、ウェイトトレーニング（高強度、パワーリフティング、ボディビル）、バスケットボール、水泳（のんびり泳ぐ） |
| 6.5  | 山を登る（0〜4.1kgの荷物を持って） |
| 6.8  | 自転車エルゴメーター（90〜100ワット） |
| 7.0  | ジョギング、サッカー、スキー、スケート、ハンドボール |
| 7.3  | エアロビクス、テニス（シングルス）、山を登る（約4.5〜9.0kgの荷物を持って） |
| 7.8  | 農作業（干し草をまとめる、納屋の掃除） |
| 8.0  | サイクリング（約20km/時）、運搬（重い荷物） |
| 8.3  | 荷物を上の階へ運ぶ、ランニング（134m/分）、水泳（クロール、ふつうの速さ、46m/分未満）、ラグビー |
| 8.8  | 階段を上る（速く） |
| 9.0  | ランニング（139m/分） |
| 9.8  | ランニング（161m/分） |
| 10.0 | 水泳（クロール、速い、69m/分） |
| 10.3 | 武道・武術（柔道、柔術、空手、キックボクシング、テコンドー） |
| 11.0 | ランニング（188m/分）、自転車エルゴメーター（161〜200ワット） |
| 12.3 | 縄跳び（毎分120～160ステップ） |
| 13.8 | 水泳（バタフライ全般） |